# Löchgau
Löchgau är en kommun och ort i Landkreis Ludwigsburg i regionen Stuttgart i Regierungsbezirk Stuttgart i förbundslandet Baden-Württemberg i Tyskland.
Kommunen ingår i kommunalförbundet Besigheim tillsammans med staden Besigheim och kommunerna  Freudental, Gemmrigheim, Hessigheim, Mundelsheim och Walheim.